# Torneo de Catar 2025
El Qatar Total Open 2025 fue un torneo de tenis WTA 1000 en la rama femenina. Se disputó en Doha (Catar), en el complejo International Tennis and Squash y en cancha dura al aire libre, se jugó entre el 9 y el 15 de febrero de 2025.

## Distribución de puntos
| Modalidad           | Campeona | Finalista | Semifinales | Cuartos de final | 3ª ronda | 2ª ronda | 1ª ronda | Clasificadas | 2ª ronda de clasificación | 1ª ronda de clasificación |
| Individual femenino | 1000     | 650       | 390         | 215              | 120      | 65       | 10       | 30           | 20                        | 2                         |
| Dobles femenino     | 1000     | 650       | 390         | 215              | -        | 120      | 10       | -            | -                         | -                         |

## Cabezas de serie

### Individuales femenino
| Tenista             | Ranking | Preclasificada |
| Aryna Sabalenka     | 1       | 1              |
| Iga Świątek         | 2       | 2              |
| Coco Gauff          | 3       | 3              |
| Jasmine Paolini     | 4       | 4              |
| Elena Rybakina      | 7       | 5              |
| Jessica Pegula      | 5       | 6              |
| Zheng Qinwen        | 8       | 7              |
| Emma Navarro        | 9       | 8              |
| Paula Badosa        | 10      | 9              |
| Daria Kasatkina     | 12      | 10             |
| Diana Shnaider      | 13      | 11             |
| Mirra Andreeva      | 15      | 12             |
| Beatriz Haddad Maia | 16      | 13             |
| Anna Kalinskaya     | 18      | 14             |
| Donna Vekić         | 19      | 15             |
| Liudmila Samsonova  | 23      | 16             |

- Ranking del 3 de febrero de 2025.

### Dobles femenino
| Tenista                             | Ranking | Preclasificada |
| Gabriela Dabrowski Erin Routliffe   | 6       | 1              |
| Su-wei Hsieh Jeļena Ostapenko       | 13      | 2              |
| Sara Errani Jasmine Paolini         | 19      | 3              |
| Sofia Kenin Lyudmyla Kichenok       | 27      | 4              |
| Chan Hao-ching Veronika Kudermetova | 31      | 5              |
| Elise Mertens Ellen Perez           | 35      | 6              |
| Anna Danilina Irina Khromacheva     | 36      | 7              |
| Asia Muhammad Demi Schuurs          | 38      | 8              |

## Campeones

### Individual femenino
Amanda Anisimova venció a  Jelena Ostapenko por 6-4, 6-3

### Dobles femenino
Sara Errani  /  Jasmine Paolini vencieron a  Xinyu Jiang /  Fang-hsien Wu por 7-5, 7-6(10)